# Sarah Darwin
Pour les articles homonymes, voir Darwin.
Sarah Catherine Darwin, née le 1er avril 1964 à Londres, est une botaniste britannique.

## Biographie
Née à Londres le 1er avril 1964, Sarah Darwin est la fille de George Erasmus Darwin, métallurgiste, et de son épouse, Shuna Service. Elle a deux frères aînés, Robert George (né en 1959) et Chris (en) (né en 1961). Charles Darwin est son trisaïeul, et George Howard Darwin est son arrière-grand-père.
Décoratrice d'intérieur, artiste et illustratrice, Sarah Darwin a visité les îles Galápagos pour la première fois en 1995 pour préparer des illustrations botaniques pour un guide de terrain sur les îles,. 
Après avoir hésité quelques années, elle entreprend des études de botanique à l'université de Reading où elle obtient sa licence en 1999, puis présente un doctorat au University College de Londres en 2009. Sa thèse est intitulée La systématique et la génétique des tomates dans les îles Galápagos. Ses directeurs de thèse sont Sandra Knapp, James Mallet et Ziheng Yang (en).
En 2003 elle épouse le botaniste allemand Johannes Vogel (en), ancien conservateur de la section botanique du Musée d'histoire naturelle de Londres, devenu directeur général du Musée d'histoire naturelle de Berlin en 2012, avec lequel elle a deux fils, Leo Erasmus Darwin Vogel (né en 2003) et Josiah Algy Darwin Vogel (né en 2005). Botaniste au musée d'histoire naturelle de Berlin, elle étudie les populations de rossignols, en augmentation à Berlin alors que l'espèce est en régression en Angleterre,.
En 2005, Sarah, sa famille et d'autres descendants de Charles Darwin, dont George Erasmus Darwin et Chris Darwin, ont participé au comptage des fleurs à Down House.
Sarah Darwin est ambassadrice du Galapagos Conservation Trust (en).
Elle est apparue dans la série télévisée néerlandaise Beagle, in het kielzog van Darwin (nl) (littéralement en français « Beagle, dans le sillage de Darwin ») de VPRO en 2009-2010. Elle y a participé, avec son mari et ses enfants, ainsi que d'autres personnalités comme Redmond O'Hanlon (en), à une reconstitution du voyage de Charles Darwin sur le HMS Beagle à bord du voilier Stad Amsterdam.
En 2009, la voix de Sarah Darwin a été reconnue par la Royal Horticultural Society comme la plus efficace parmi dix voix pour stimuler la croissance de plantes. Dans le cadre de cette expérience, les plants de tomates soumis à la lecture d'extraits de L'Origine des espèces par la descendante de l'auteur ont montré une croissance plus importante que ceux soumis à la lecture de The Day of the Triffids de John Wyndham ou du Songe d'une nuit d'été de Shakespeare par d'autres voix.